# Милан Долински
Милан Долински, (чеш. Milan Dolinský; Бруновце 17. април или 14. јул 1935. је бивши словачки и чехословачки фудбалер. Са репрезентацијом Чехословачке освојио је бронзану медаљу на Европском првенству у фудбалу 1960.

## Каријера
Играчку каријеру започео је 1953. године у клубу УНВ Слован (Братислава). Војни рок провео је играјући у војном клубу ФК Тенкист Праг. Долински 1956. године прелази у ФК Црвена звезда Братислава гдје је и провео највећи дио своје играчке каријере. Са овим клубом је у сезони 1958/59 је освојио првенство Чехословачке. У Купу европских шампиона 1959/60 одиграо је две утакмице преткола против португалског Порта и двије утакмице првог кола са ФК Рејнџерси Глазгов гдје су поражени укупним резултатом 4:5. 
За репрезентацију Чехословачке дебитовао је 10. маја 1959. у против Ирске. У својој првој утакмици постигао је го. 6. септембра исте године играо је у пријатељској утакмици против репрезентације СССР-а у Москви. Долински је уврштен у чехословачку репрезентацију за Европско првенство 1960. године на којем је освојена бронзана медаља. По завршетку Европског првенства више није играо за национални тим.